# Richard Trenton Chase
Richard Trenton Chase (* 23. Mai 1950 in Sacramento, Kalifornien; † 26. Dezember 1980 in Vacaville, Kalifornien) war ein amerikanischer Serienmörder, der innerhalb eines Monats sechs Menschen tötete. Wegen der Eigenart, das Blut seiner Opfer zu trinken, bekam er den Spitznamen The Vampire of Sacramento.

## Kindheit und erste Zeichen psychischer Erkrankung
Chase stammte aus bescheidenen Verhältnissen und wuchs als einziges Kind seiner Eltern in einem strengen Haushalt auf. Ab seinem zwölften Lebensjahr wurde er immer stärker in die Ehestreitigkeiten seiner Eltern einbezogen. Seine Mutter warf seinem Vater vor, er nehme Rauschgift und wolle sie vergiften. Chase behauptete selbst, er sei als Kind von seiner Mutter missbraucht worden, und sie hätte versucht, ihn zu vergiften.

„Das ganze Syndikat scheffelte Geld, indem es meiner Mutter den Auftrag gab, mich zu vergiften. Ich kenne sie alle, und sie landen bestimmt noch vor Gericht – ich muß nur noch alles auf eine Reihe kriegen.“

Als Teenager fiel Chase durch übermäßigen Alkoholkonsum und eine Neigung, Tiere zu quälen und zu töten, sowie durch Brandstiftung auf. Während er älter wurde, entwickelte er eine Hypochondrie, die sich darin äußerte, dass er behauptete, sein Herz würde zeitweise aufhören zu schlagen, oder jemand hätte seine Lungenarterie gestohlen. Weiterhin fiel er dadurch auf, dass er Orangen an seinen Kopf hielt, in dem Glauben, das Vitamin C würde direkt durch sein Gehirn resorbiert.
In der Highschool hatte er einige Beziehungen, die aber an seiner Impotenz scheiterten. Außerhalb der Familie hatte er weder enge Freunde noch andere Bezugspersonen. Ein Psychologe, den er damals konsultierte, führte Chases Probleme auf unterdrückte Wut oder eine psychische Erkrankung zurück; Chase suchte allerdings nach dieser Diagnose keine weitere Hilfe. Später wurde festgestellt, dass Chase eine Abneigung gegen konventionellen Geschlechtsverkehr hatte und nur durch Gewalt und Nekrophilie erregt werden und zum Orgasmus kommen konnte.

## Stationäre Behandlung und Entlassung
1976 wurde Chase in eine psychiatrische Anstalt eingewiesen, nachdem er sich Kaninchenblut injiziert hatte und daraufhin an einer Blutvergiftung erkrankt war. Dort redete er häufig mit dem Personal über seine Fantasien, Tiere zu töten. Einmal wurde er vom Klinikpersonal mit blutverschmiertem Mund aufgegriffen, nachdem er Vögel getötet und deren Blut getrunken hatte. Aufgrund dessen bekam er bald den Spitznamen „Dracula“.
Über Chases Geisteszustand gab es mehrere sich widersprechende Diagnosen, wie Schizophrenie oder eine drogeninduzierte Psychose; er selbst war der Meinung, dass er langsam vergiftet werde und sich daher sein Blut in Pulver verwandle. Diese Vergiftung könne er nur aufhalten, indem er fremdes Blut zu sich nehme.
Nachdem Chase mehreren Therapien mit Medikamenten unterzogen wurde, hielten Mediziner seinen Zustand für so stabil, dass er trotz Protesten von Pflegern in einer offenen Behandlung untergebracht wurde. 1977 wurde Chase aus der Klinik in die Verantwortung seiner Eltern entlassen, die ihm auch eine Wohnung besorgten sowie die Bezahlung seiner Rechnungen übernahmen. Da Chases Mutter davon überzeugt war, dass die Medikamente, die ihm verschrieben wurden, ihm nicht helfen würden, entzog sie ihm diese.
Im August 1977 wurde Chase von einem Polizisten in einem Reservat angehalten. Er trug ein blutdurchtränktes T-Shirt und führte in seinem Wagen Schusswaffen und einen blutgefüllten Eimer mit sich. Chase überzeugte den Polizisten, dass er nur auf der Jagd gewesen war und durfte weiterfahren.
In den folgenden drei Monaten tötete er nach eigenen Aussagen mindestens sechs Hunde und Katzen, die teilweise gekauft, teilweise gestohlen waren.
Am 7. Dezember 1977 erwarb er einen Revolver.

## Morde
Am 29. Dezember 1977 schoss Chase aus seinem fahrenden Auto auf den 51-jährigen Ambrose Griffin und tötete diesen. Einer der Söhne Griffins verdächtigte einen Nachbarn der Tat, den er an jenem Tag mit seinem Gewehr hatte am Grundstück vorbeilaufen sehen. Ballistische Untersuchungen der Polizei an der Waffe ergaben jedoch, dass es sich bei dem Gewehr nicht um die Tatwaffe handelte.
Am 23. Januar 1978 tötete er die im dritten Monat schwangere Teresa Wallin in ihrem Haus mit drei Schüssen. Danach verging er sich an der Leiche, verstümmelte sie und badete in ihrem Blut.
Am 27. Januar betrat Chase das Haus der 38-jährigen Evelyn Miroth, tötete dort ihren Nachbarn Daniel Meredith, Miroth selbst, ihren 6-jährigen Sohn Jason und ihren 22 Monate alten Neffen David Michael Ferreira. Wie bereits bei Teresa Wallin übte er an Miroths Leiche nekrophile Handlungen und Kannibalismus aus. Danach floh er, aufgeschreckt durch eine Freundin Jasons, mit der Leiche des Kleinkindes in Merediths Auto. Das Mädchen alarmierte mit Hilfe der Nachbarn die Polizei, welche vollständige Hand- und Sohlenabdrücke von Chase sicherstellen konnte.
Chase kehrte nach der Tat in sein Haus zurück, wo er das Blut des getöteten Kleinkindes trank und Teile der inneren Organe verzehrte. Den Körper vergrub er danach bei einer nahegelegenen Kirche.

## Festnahme, Interviews und Suizid
Mit Hilfe eines engen Profils des FBI-Profilers Robert Ressler sowie der Zeugenaussage einer ehemaligen Schulgefährtin Chases, die diesen zwei Stunden nach dem Mord an Teresa Wallin in blutverschmierter Kleidung getroffen hatte, konnte Chase am 28. Januar 1978 in seinem Haus festgenommen werden. Trotz seiner psychischen Verfassung wurde er für voll schuldfähig erklärt und wegen sechsfachen Mordes von einer Jury zum Tod in der Gaskammer verurteilt.
Während seiner Haft gab Chase Ressler mehrere Interviews, in denen er über seine Angst vor Nazi-Ufos sprach, die ihn zu Morden aufrufen und vergiften würden. Er behauptete, er habe nur getötet, um sich selbst am Leben zu erhalten, da er ansonsten an einer Seifenschalenvergiftung gestorben wäre, die sein Blut langsam in Pulver verwandeln würde.

„Jeder hat doch eine Seifenschale. Wenn man die Seife hochhebt und die Unterseite trocken ist, dann ist alles gut. Ist aber alles glitschig, dann heißt das, dass man eine Seifenschalenvergiftung hat.“

Weiterhin gab er Ressler eine Tasse mit Essensresten, damit diese in FBI-Laboren auf Spuren der angeblichen Vergiftung untersucht würden. Auf die Frage, nach welchen Kriterien er seine Opfer gewählt hatte, antwortete er, dass Stimmen ihn dazu aufgefordert hätten, zu töten. Dann sei er durch die Straßen gelaufen und hätte an Türen gerüttelt, bis er eine gefunden hätte, die sich öffnen ließe. Auf Resslers Frage hin, warum er nicht eingebrochen sei, antwortete er, dass eine verschlossene Tür doch bedeute, dass man nicht willkommen sei.
Am 26. Dezember 1980 wurde Richard Trenton Chase leblos in seiner Zelle aufgefunden. Eine Autopsie ergab, dass er sich mit einer Überdosis Antidepressiva, die er im Laufe mehrerer Wochen gesammelt hatte, selbst getötet hatte.

## Kultureller Einfluss
Der 1988 veröffentlichte Film Rampage – Anklage Massenmord von William Friedkin basiert grob auf Chases Verbrechen.